# Gare de Saint-Marcel
Gare de Saint-Marcel vasútállomás Franciaországban, Marseille településen.

## Vasútvonalak
Az állomást az alábbi vasútvonalak érintik:
- Marseille–Ventimiglia-vasútvonal

## Kapcsolódó állomások
A vasútállomáshoz az alábbi állomások vannak a legközelebb:
- Gare de la Barasse
- Gare de La Pomme
- Gare de La Penne-sur-Huveaune